# 天主教乌尼昂-达维多利亚教区
天主教烏尼昂-達維多利亞教區（拉丁語：Dioecesis Unionensis a Victoria）是羅馬天主教在巴西的一個教區，下轄屬庫里蒂巴總教區。
教區成立於1976年12月3日，位於巴拉那州南部，2010年有教友183,879人，佔轄區總人口85.0%。教區下轄廿五個堂區，有卅五名司鐸。現任教區主教為懷德·喬治·平托，榮休主教為懷德·彌額爾·埃貝耶爾。